# Par un jour de carnaval
Pour plus de détails, voir Fiche technique et Distribution.
Par un jour de carnaval est un film muet français réalisé par Georges Denola, sorti en 1910.

## Fiche technique
- Titre : Par un jour de carnaval
- Réalisation : Georges Denola
- Scénario : Paul Géhaux
- Photographie :
- Montage :
- Société de production : Société cinématographique des auteurs et gens de lettres (S.C.A.G.L.)
- Société de distribution : Pathé frères
- Pays d'origine :  France
- Langue : français
- Métrage : 185 mètres
- Format : Noir et blanc — 35 mm — 1,33:1 — Muet
- Genre : Comédie dramatique
- Durée : 6 minutes
- Dates de sortie : 
  -  France : 16 décembre 1910

## Distribution
- André Hall
- René Leprince
- René Navarre
- Paul Fromet
- Gaston Sainrat
- Andrée Méry
- Marsa Renhardt
- Fernand Tauffenberger
- Gabrielle Chalon
- Henriette Leblond
- Suzy
- L'Host
- et la petite Maria Fromet